# Janusz Mieczysław Majewski
Janusz Mieczysław Majewski (Dzierzgowo, 29 gennaio 1940) è un ex schermidore polacco, vincitore di una medaglia d'argento ed una di bronzo ai campionati mondiali di scherma.